# Sylvilagus palustris hefneri
Thỏ đầm lầy miền hạ Keys (Danh pháp khoa học: Sylvilagus palustris hefneri) là một phân loài có nguy cơ tuyệt chủng của loài thỏ đồng lầy, phân loài này được đặt theo tên của người sáng lập ra tạp chí Playboy là Hugh Hefner. Sylvilagus palustris hefneri được coi là một phân loài có nguy cơ tuyệt chủng và bị đe dọa bởi nhiều nguy cơ khác nhau như thay đổi môi trường sống, chất gây ô nhiễm, phương tiện giao thông, đổ rác gây ô nhiễm, nạn săn trộm, rồi còn bị những con mèo hoang, chó hoang, lợn hoang, kiến lửa đe dọa chúng. Hơn một nửa diện tích môi trường sống của Sylvilagus palustris hefneri đã bị phá hủy để dành cho không gian xây dựng.

## Môi trường sống
Sylvilagus palustris hefneri là động vật phân bố trong môi trường sống mà có những khoảnh đất cao ráo trong đầm lầy toan hoặc đầm lầy nước ngọt nhưng phụ thuộc vào cây thân thảo làm thức ăn, che phủ và làm tổ. Thảm thực vật này bao gồm các loài như cỏ Cladi jamiacense, Sporobolus virginicus và các loài cỏ dại (Spartina spp). Thỏ đầm lầy miền hạ Keys thích những khu vực có nhiều cỏ, những khu vực gần với quần thể thỏ đầm lầy hiện và những khu vực gần những vùng nước lớn. Quần thể phân loài thỏ Sylvilagus palustris hefneri đã bị cô lập trong vùng Key bởi sự gia tăng mực nước biển và nơi sinh sống của con người đến khu vực địa phương này.
Sự cô lập này có thể là nguyên nhân cho sự sinh sống tập trung dồn lấn của những con thỏ đầm lầy miền thượng Keys (Sylvilagus palustris paludicola). Forys và cộng sự đã xác định môi trường sống của Sylvilagus palustris hefneri là 317 ha (780 mẫu Anh) vào năm 1995 với 81 môi trường sống phù hợp với chúng. Năm 1996, Forys đã tinh chỉnh môi trường sống của chúng rộng khoảng 253 ha (630 mẫu Anh). Phạm vi phân bố của chúng có diện tích trung bình 0,32 ha (0,79 mẫu Anh) đã được xác định vào năm 1999. Phạm vi này bao gồm Boca Chica, Saddlebunch, Sugarloaf và các hòn đảo nhỏ gần gần đó. Từ 2001 đến 2005, Faulhaber và cộng sự đã khảo sát môi trường sống được xác định trước để thiết lập phạm vi môi trường sống hiện tại. 

## Đặc điểm
Sylvilagus palustris hefneri là loài thỏ tầm trung, có kích thước từ nhỏ đến trung bình, cơ thể chúng dài 12,6 đến 15,0 in (320 đến 380 mm) và cân nặng từ 2,20 đến 3,08 pound (1,0 đến 1,4 kg). Bàn chân sau của chúng có chiều dài từ 2,6 đến 3,1 inch (65 đến 80 mm) và đôi tai của chúng có chiều dài từ 1,8 đến 2,4 inch (45 đến 62 mm). Phân loài Sylvilagus palustris hefneri là loài nhỏ nhất trong ba phân loài thỏ đồng lầy, những loài khác là Sylvilagus palustris paludicola và Sylvilagus palustris palustris thì to con hơn. Những con thỏ này dường như không bị dị hình giới tính.
Xương chậu của Sylvilagus palustris hefneri ngắn, chúng có bộ lông màu nâu sẫm và bụng màu trắng xám, và đuôi của chúng có màu nâu sẫm. Phân loài S.p.hefneri nhỏ hơn thỏ đầm lầy lục địa (Sylvilagus palustris palustris) và thỏ đầm lầy miền thượng Keys (Sylvilagus palustris paludicola) và được phân biệt bởi bộ lông sẫm màu của nó. Phân loài Sylvilagus palustris hefneri cũng khác với Sylvilagus palustris palustris và Sylvilagus palustris paludicola trong một số đặc điểm sọ. Thỏ đầm lầy miền hạ Keys có hàng răng hàm ngắn hơn, mặt trước lồi cao hơn và lồi hơn.

## Chế độ ăn
Sylvilagus palustris hefneri là loài động vật có chế độ ăn uống lựa chọn và sẽ chọn ăn thực vật lựa chọn, như vậy chúng là loài kén ăn, tuy nhiên, các chiến lược tìm kiếm thức ăn không bị ảnh hưởng bởi giới tính hoặc thời vụ. Các loài thực vật chính được tìm thấy trong chế độ ăn của chúng gồm các loại cỏ (Monanthochloe littoralis, Fimbristylis castanea); thảo mộc mọng nước (Borrichia frutescens, Batis maritima, Salicornia virginica); cói (Cyperus spp.); và cây che phủ thưa thớt (Conocarpus erectus và Pithecellobium guadalupense). Phân loài thỏ Sylvilagus palustris hefneri sẽ ăn nhiều loại trong số này nhưng chúng thích món Borrichia frutescens, loại phổ biến ở khu vực giữa đầm lầy. Thỏ đầm lầy dành phần lớn thời gian để kiếm ăn ở khu vực giữa và miền nhô cao ở đầm lầy. 

## Hành vi
Faulhaber và cộng sự đã thực hiện một nghiên cứu vào năm 2006 để khảo sát các thói quen ngày và đêm được thấy ở phân loài Sylvilagus palustris hefneri cuối cùng cung cấp cho các nhà bảo tồn các thông số thích hợp để giúp mở rộng môi trường sống. Họ xác định rằng khi phân loài Sylvilagus palustris hefneri ở vùng đất ngập nước lợ, chúng thường tụ lại với nhau trong các mảng giá thể ở đầm lầy hoặc rừng cây. Sylvilagus palustris hefneri thường sinh ra ít con hơn trong một lứa đẻ, trung bình, thỏ nái sinh khoảng 3,7 lứa mỗi năm, so với những con thỏ đầm lầy khác ở mức 5,7 lứa mỗi năm. Sự thuần thục về tính ở Sylvilagus palustris hefneri bắt đầu vào khoảng chín tháng tuổi. Các nhà nghiên cứu đã phát hiện ra rằng phần lớn con đực sẽ phân tán vào thời điểm này chúng sẽ đi lang thang, nhưng con cái vẫn ở trong phạm vi lãnh thổ của chúng. Phân loài S. p. hefneri là động vật có chế độ đa thê. 